# Preis der deutschen Schallplattenkritik
Der Preis der deutschen Schallplattenkritik (abgekürzt PdSK) ist eine Auszeichnung für qualitativ hochwertige Tonträger, die unabhängig von der Tonträgerindustrie von den in einem gleichnamigen Verein zusammengeschlossenen und auf Tonträger spezialisierten Musikkritikern vergeben wird.

## Geschichte
Der Preis der deutschen Schallplattenkritik wurde 1963 von dem Bielefelder Unternehmer Richard Kaselowsky junior gestiftet, dessen Bielefelder Verlagsanstalt damals unter anderem den Bielefelder Katalog und das Fono Forum herausgab. Er wurde damals noch als Medaille und von einer unabhängigen Jury von 44 Schallplattenkritikern verliehen. Gründungssekretär war der Fono-Forum-Chefredakteur Hans-Otto Spingel. Von 1964 bis 1972 war der Musikkritiker am Hamburger Abendblatt Carl-Heinz Mann geschäftsführender Sekretär des Preises. 1973 übernahm Ingo Harden das Amt, das er bis ins Jahr 2000 bekleidete.
Eine finanzielle Dotierung war mit dem Preis seit jeher nicht verbunden. 1963 wurde er in Hamburg, seit 1964 in der Berliner Akademie der Künste verliehen. In den Jahren nach 1968 beteiligten sich die Arbeitsgemeinschaft Schallplatte e. V. und der Sender Freies Berlin an der Verleihung; der Preis wurde zwischenzeitlich in Deutscher Schallplattenpreis umbenannt. Seit 1988 heißt er wieder Preis der deutschen Schallplattenkritik (PdSK).
Waren in den Anfangsjahren die Aufnahmen klassischer Musik aller Bereiche, Jazz, Wort und Unterhaltungsmusik von der Operette bis zum Chanson ausgeschrieben, so wurden bald auch technisch und künstlerisch hochwertige Produktionen der Pop- und Rockmusik ausgezeichnet. Nachdem der Bundesverband der Phonographischen Wirtschaft den Preis von Anfang an finanziell mitgetragen hatte, übernahm 1974 die von ihm neugegründete Deutsche Phono-Akademie die Trägerschaft des Preises vollständig. Neben dem Klassik-Experten Ingo Harden fungierten nun Peter Höhne und nach ihm Holger Arnold als Sekretäre für den Bereich Popmusik.
1979 trennten sich die Wege der Phono-Akademie und der Juroren. Die Jury machte sich auf Initiative von Ingo Harden und Karl Breh, dem Chefredakteur der Zeitschrift HiFi-Stereophonie, geschlossen selbstständig. Zusätzlich zu den Jahrespreisen wurden erstmals die sogenannten „Vierteljahreslisten“ veröffentlicht, seit 1981 auch „Künstler des Jahres“ geehrt. Später wurden Künstler und sonstige um die Qualität des Tonträgers verdiente Persönlichkeiten mit Ehrennadeln, seit 1990 mit Ehrenurkunden ausgezeichnet.
Mit Unterstützung seitens der Phono-Akademie und des Deutschen High-Fidelity-Instituts (dhfi) organisierten die Juroren zusätzlich zur Preisverleihung in Hamburg 1987 erstmals einen Kongress unter dem Titel: Frei, aber einsam – und überflüssig? Der Schallplattenkritiker: Möglichkeiten und Grenzen seiner Wirksamkeit.

## Vereinsgründung
1988 verließ der bisherige Koordinator Karl Breh die Jury. Das dhfi und die an der Finanzierung beteiligte Düsseldorfer Messegesellschaft NOWEA zogen sich aus der Finanzierung zurück. Im Dezember desselben Jahres wurde in Frankfurt am Main der Verein Preis der deutschen Schallplattenkritik gegründet, dem 83 Juroren angehörten und der am 13. Januar 1989 ins Vereinsregister eingetragen wurde.
In den Gründungsvorstand wurden Joachim Matzner (Vorsitz), Ingo Harden und Michael Rieth gewählt. Im Jahr 2000 traten Ingo Harden als Preissekretär sowie seine Vorstandskollegen Hanspeter Krellmann (Erster Vorsitzender seit 1993) und Matthias Inhoffen zurück. Vorstandsvorsitzender der folgenden Jahre war bis 2008 Martin Elste vom Staatlichen Institut für Musikforschung in Berlin. Sein Nachfolger, der  Professor für Medienästhetik an der Robert Schumann Hochschule Düsseldorf Lothar Prox, etablierte den Preis im Jahr 2009 in Bonn. Am 5. November 2011 wurde die Musikjournalistin Eleonore Büning zur Ersten Vorsitzenden gewählt.
Zweck des Vereins ist laut Satzung „die Förderung künstlerisch und technisch höchstwertiger Tonträger und Bildtonträger“, insbesondere durch „die Verleihung von Jahrespreisen für herausragende Veröffentlichungen auf diesem Gebiet, die Veröffentlichung einer regelmäßig erscheinenden Liste, die auf künstlerisch hervorragende Veröffentlichungen hinweist“. Weitere Ehrungen können an Persönlichkeiten verliehen werden, „die sich durch künstlerisches, technisches oder kaufmännisches Wirken besonders um den Vereinszweck bemüht haben“.

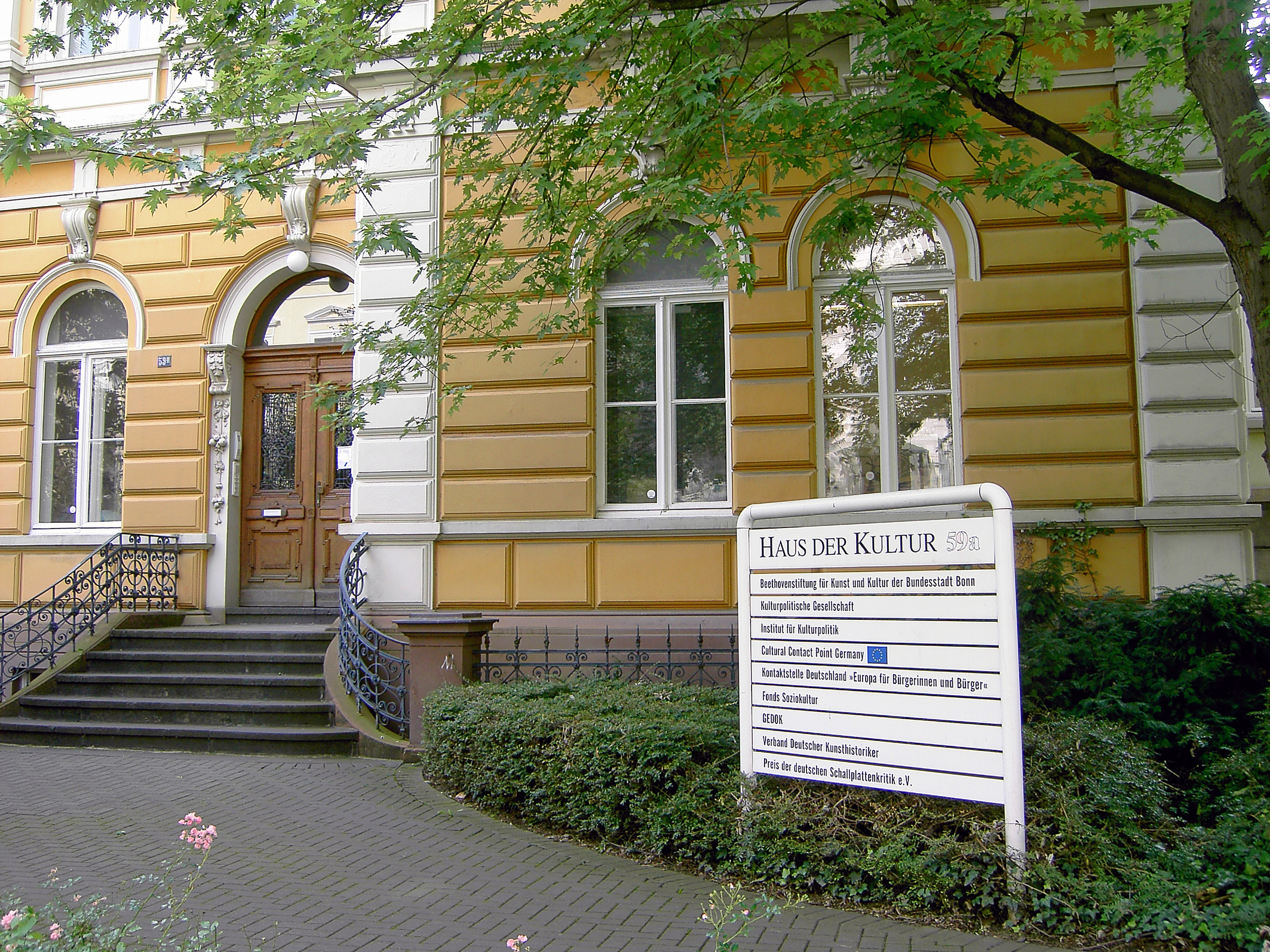
Haus der Kultur, Weberstraße 59a in Bonn, bis Ende 2017 Geschäftsstelle des PdSK

Heute gehören dem Verein rund 160 Juroren in 32 Sparten an. Sie sichten und bewerten herausragende neue Musik- und Hörbuchproduktionen sowie filmische Musikdokumentationen – unabhängig vom Übertragungsmedium, sei es  Vinylplatte,  Compact Disc, DVD oder Streaming. Inhaltlich bilden die 32 Jurys das gesamte musikalische Spektrum, von Alter Musik bis Heavy Metal, ab. Auch Hörbücher, Filmmusik und spezielle Produktionen für Kinder (wie Hörspiele und Kinderlieder) werden beobachtet.
Statuarischer Sitz des Vereins ist seit 1988 Frankfurt am Main geblieben; die Geschäftsstelle befand sich unter Martin Elste in Berlin im Staatlichen Institut für Musikforschung, unter Lothar Prox zog der Verein nach Bonn, dort war er bis Ende 2017 im Haus der Kultur in Bonn. Anfang Januar 2018 zog der PdSK wieder zurück nach Berlin. Sein Büro hat er im Maison de France am Kurfürstendamm bezogen.

## Preise
Der Verein vergibt alljährlich im Herbst Jahrespreise in verschiedenen Sparten für hervorragende Veröffentlichungen aus den vergangenen zwölf Monaten. Dazu werden jährlich drei Ehrenpreise verliehen. Die Jurierung der Jahrespreise obliegt einem aus Kritikern der E- und U-Musiksparten zusammengesetzten, regelmäßig neu konstituierten Jahresausschuss.
Von 1990 bis 1997 wurden die Jahrespreise auf der Musikmesse Frankfurt übergeben, danach bis 2000 im Rahmen des Bonner Beethovenfestes. Von 2001 bis 2008 fand die jährliche Verleihungszeremonie im Staatlichen Institut für Musikforschung in Berlin statt, wo auch Fachkonferenzen zu Fragen der Musikvermittlung und -kritik durchgeführt wurden. Seit 2011 wird der Preis dezentral und publikumswirksamer bei Auftritten der geehrten Künstler überreicht.
2010 fand die Preis-Zeremonie noch einmal beim Bonner Beethovenfest statt. In Bonn standen jeweils auch „Phonographische Quartette“ in wechselnder PdSK-Juroren-Zusammensetzung auf dem Programm. Seit 2011 werden diese Veranstaltungen unter dem allgemeinverständlichen  Begriff „Quartett der Kritiker“ veranstaltet. Während die jährlichen Ehrenpreise an Künstler und Produzenten traditionell in Form einer Urkunde verliehen werden, gibt es seit 2011 einen zusätzlichen Sonderpreis für herausragende Künstlerpersönlichkeiten. Dieser wird durch eine Kleinskulptur des Künstlers Daniel Richter repräsentiert und erhielt die Bezeichnung Nachtigall. Erster Empfänger war der Konzertpianist Murray Perahia, zuletzt wurde Udo Lindenberg damit ausgezeichnet.
In der Mitte jeden Kalendervierteljahres veröffentlicht der Verein außerdem Bestenlisten, in denen Musikproduktionen zusammengefasst sind, die von den Jurys als herausragend erachtet werden.

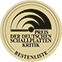
Bestenliste-Aufkleber des PdSK

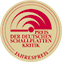
Jahrespreis-Aufkleber des PdSK

Träger der Vierteljahres- und Jahrespreise erhalten das Recht, einen durch den Verein vertriebenen Aufkleber auf ihrer jeweilige Tonträger-Produktion anzubringen.

## Bereichsjurys des PdSK
- 1. Orchestermusik
- 2. Konzerte
- 3. Kammermusik
- 4. Klaviermusik
- 5. Cembalo- und Orgelmusik
- 6. Oper I (bis einschließlich Mozart)
- 7. Oper II (ab Beethoven einschließlich Operette, Musical und Ballett)
- 8. Chorwerke mit und ohne Orchester
- 9. Alte Musik vokal/instrumental (außer Oper)
- 10. Klassisches Lied und Vokalrecital
- 11. Historische Aufnahmen Klassik
- 12. Zeitgenössische Musik
- 13. Filmmusik (einschließlich historischer Aufnahmen)
- 14. Wort und Kabarett (einschließlich historischer Aufnahmen)
- 15. Rock
- 16. Pop
- 17. Alternative
- 18. Liedermacher
- 19. Folk und Singer/Songwriter
- 20. Traditionelle ethnische Musik
- 21. Weltmusik
- 22. Jazz I (traditionell & Mainstream)
- 23. Jazz II (modern, zeitgenössisch)
- 24. Blues und Bluesverwandtes
- 25. R&B, Soul & HipHop
- 26. Kinder- und Jugendaufnahmen
- 27. DVD E-Musik: Konzerte und Dokumentationen
- 28. DVD U-Musik, Jazz etc.: Konzerte und Dokumentationen
- 29. Grenzgänge
- 30. Hard & Heavy
- 31. Club & Dance
- 32. Electronic & Experimental

## Preisträger

### Ehrenpreise
| Jahr | Kategorie | Land        | Preisträger/in |
| ---- | --------- | ----------- | -------------- |
| 2024 | Klassik   | Frankreich  | Veronique Gens |
| 2024 | Klassik   | Deutschland | Daniel Behle   |
| 2024 | Klassik   | Deutschland | Ludger Brümmer |

### Nachtigall
| Jahr | Land               | Preisträger/in                     |
| ---- | ------------------ | ---------------------------------- |
| 2024 | Deutschland        | Nina Hagen                         |
| 2023 | nicht vergeben     | nicht vergeben                     |
| 2022 | nicht vergeben     | nicht vergeben                     |
| 2021 | nicht vergeben     | nicht vergeben                     |
| 2020 | Deutschland        | Brigitte Fassbaender               |
| 2019 | nicht vergeben     | nicht vergeben                     |
| 2018 | nicht vergeben     | nicht vergeben                     |
| 2017 | Deutschland        | Udo Lindenberg                     |
| 2016 | Österreich         | Nikolaus Harnoncourt (posthum)     |
| 2015 | Kanada             | Leonard Cohen                      |
| 2014 | Deutschland        | Christian Gerhaher                 |
| 2013 | Schweiz            | Irène Schweizer                    |
| 2012 | Deutschland        | RIAS-Kammerchor                    |
| 2011 | Vereinigte Staaten | Murray Perahia                     |
| 2010 | Deutschland        | Deutsche Kammerphilharmonie Bremen |

## Resonanz
„Ich finde es gut und wichtig, dass Sie sich zum Ziel gesetzt haben, Käufern mit Orientierungshilfen zur Seite zu stehen, herausragende Produktionen auszuzeichnen und einen Anreiz für weitere künstlerisch anspruchsvolle Produktionen zu geben. Die Namen der Musikkritiker, die als Juroren fungieren, sprechen für sich“, schrieb der damalige Bundespräsident Johannes Rau am 15. Januar 2003 in einem Grußwort an den Verein.
Der Bonner General-Anzeiger nannte den Preis der deutschen Schallplattenkritik 2010 „eine Art unabhängigen TÜV für den gesamten Tonträgermarkt“.